# نوکتورن در می مینور، اثر پسامرگ ۷۲ (شوپن)

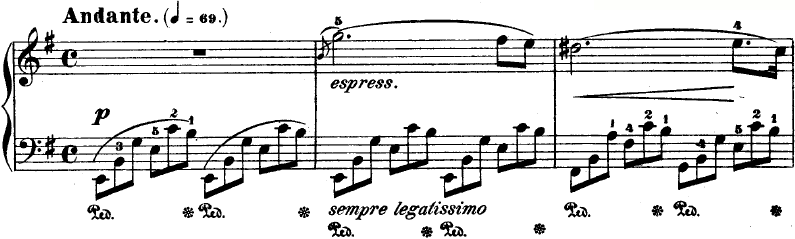
درآمد نوکتورن در می مینور، اثر پسامرگ ۷۲

نوکتورن در می مینور، اثر پسامرگ ۷۲ یکی از نوکتورن‌های ساختهٔ فردریک شوپن، آهنگساز بزرگ لهستانی است. شوپن این قطعه را در سال ۱۸۲۷ ساخت، اما ۲۶ سال پس از درگذشتش، در سال ۱۸۵۵ منتشر شد.